# Hyles peplides
Hyles peplides är en fjärilsart som beskrevs av Hugo Theodor Christoph 1894. Hyles peplides ingår i släktet Hyles och familjen svärmare. Inga underarter finns listade i Catalogue of Life.